# 不二聖心女子学院中学校・高等学校
不二聖心女子学院中学校・高等学校（ふじせいしんじょしがくいんちゅうがっこう・こうとうがっこう）は、静岡県裾野市桃園にある私立（キリスト教系）中学校・高等学校（中高一貫教育）。カトリック系聖心会のミッションスクールで世界30か国147校の姉妹校の一つ。創立者は聖マグダレナ・ソフィア・バラ。日本では聖心女子大学を初めとして7校の姉妹校がある。設立母体は聖心会。設置者は学校法人聖心女子学院。

## 教育理念と教育方針
「聖心女子学院は一人ひとりが神の愛を受けたかけがえのない存在であることを知り、世界の一員としての連帯感と使命感を持って、よりよい社会を築くことに貢献する賢明な女性を育成」を教育理念としている。教育方針は「魂を育てる」「知性を磨く」「実行力を養う」。

## 留学制度
アメリカ、カナダ、スコットランド、ニュージーランド、オーストラリアの姉妹校への姉妹校留学制度がある。この留学制度は1年間の長期留学であること、単位の認定が可能である。また、20年以上の歴史をもつ韓国体験学習では韓国聖心との共同企画で相互交流プログラムを行い、アメリカ体験学習、マルタ（地中海）体験学習では語学研修の他、現地姉妹校の生徒と交流してきた。また国内姉妹校が企画するフィリピン、タイ、カンボジアの体験学習や、台湾聖心が企画する台湾体験学習に世界中の聖心生と共に参加するなどのプログラムがある。日本の7校の姉妹校交流として、SOFISという姉妹校の高校生の組織による社会的な活動、海外体験学習や富士登山への合同での参加、聖心女子大学やインターナショナルスクールとの学習やボランティア活動を通しての交流などがある。

## ユネスコ・スクール認定校
世界180か国に広がるユネスコスクールの1校。 持続可能な開発のための教育 (ESD) の実践校。韓国聖心との共催による国際理解教育、クリスマスチャリティーセールを中心とした伝統的な奉仕活動、広大な敷地を生かした環境学習により2012年にユネスコから認定された。

## 寄宿舎（ボーディングスクール）
ヨーロッパのボーディングスクールの伝統のもと、全校生徒の4割が寄宿舎生活を送る。寄宿舎では約200名が生活できる。原則、週末には自宅に帰省する（試験期間は高校生のみ在舎可能）。集団生活の中で規則正しい自立した生活、協調性を育む。チューター制度（数学、英語）、ネット家庭教師などの学習サポート体制がある。同世代、異年齢との共同生活を通して、自立心・自律心を養うとともに、共生力を身につける。異なったバックグランドをもつ仲間との生活を通して、グローバル化社会にふさわしい人間力の土台を築く。

## 寄宿舎の生活目標
不二聖心の寄宿舎は、イエスの聖心のもとに互いにひとつに結ばれた家庭（家庭的社会）。
寄宿生は、この寄宿舎が一人ひとりにとって「もうひとつの家」であることをわきまえ、先生方の指導を受けながら、互いに支え合いともに成長していくことを目指す。
1. 祈る心と、感謝の心
2. 人との関わりにおける誠実さ、礼儀正しさ
3. 自分で考え、判断し、実行することのできる自立心・責任感
4. 自分のわがままなこころを抑えて、規則を守ることのできる自律心
5. 物惜しみせず心を込めて人のために働く心
6. 女性としての細やかな心配り
7. 質素にいきる生活態度

性格も年齢も異なる生徒から成り立っている家庭的社会。同学年による横のつながりを大切にすると同時に、上級生、下級生との縦のつながりを大切にしている。掃除、食事、行事、係の仕事を通して、上下級生が関わり共同生活を作っていく。このお互いの支え合いが不二聖心女子学院寄宿舎の大きな特色である家庭的な雰囲気を一層深め、和やかな寄宿舎生活を送ることができる根本となっている。
このような生活をつくっていくために、次の3点が必要。
1. 他を思いやる気持ちを持って、共同生活に伴う基本的な規則を守る
2. 生徒一人ひとりが与えられた義務を心を込めて果たす
3. 質素な生活を大切にし、持ち物や時間などの制限を前向きに受け止める

## 校外施設
聖心丹沢学舎（神奈川県足柄上郡松田町寄）がある。中学2年生のイングリッシュ・キャンプ、祈りの会で訪れる。４万５千坪に及ぶ広大な茶畑、不二農園がキャンパスの一角にある。

## 沿革
1908年（明治41年）1月に聖心会が来日し、同年6月東京に、そして1923年（大正12年）には関西に聖心女子学院が創立された。1920年（大正9年）、岩下清周により裾野の地に創立された「温情舎小学校」は、1946年（昭和21年）に聖心会に引き継がれ、1952年（昭和27年）に「聖心温情舎」と改称された。この年を創立年としたが、この創立には、1950年に閉校を余儀なくされた上海聖心女子学院の灯を裾野の地に掲げようとの願いもこめられている。
1957年（昭和32年）に「不二聖心女子学院」と改称された。

### 年表
- 1800年 - フランスで設立母体である聖心会創立。
- 1908年 – 聖心会来日。東京に聖心女子学院創立。
- 1914年 - 岩下清周が、不二農園を創設[1]。
- 1920年 - 長男の岩下壮一（カトリック教会司祭）を校長に置き、温情舎小學校を創設[1]。
- 1945年 - 岩下亀代子（日本人初の聖心会修道女）を通し、学校法人聖心女子学院に経営移管[2]。
- 1947年 - 温情舎女子中学校設立。
- 1952年 - 聖心温情舎小中学校と改称。
- 1953年 - 聖心温情舎高等学校設立。
- 1957年 - 不二聖心女子学院小学校・中学校・高等学校に改称。
- 1973年 - 小学校廃止。
- 2012年 - ユネスコ・スクールに認定。
- 2014年 - 高校入試の開始。 不二農園創立100周年。

## アクセス
JR東海道線三島駅、御殿場線裾野駅から生徒用のスクールバスがある。

## 著名な関係者

### 創立者など
- 聖マグダレナ・ソフィア・バラ（聖心会修道女・聖心女子学院創立者）
- ローズ・フィリピン・ドゥシェーン（聖心女子学院を北米に創立者聖心会修道女・不二聖心の守護聖人）
- 岩下清周（不二農園創始者）

### 教職員など
- 岩下壮一（温情舎初代校長、岩下清周長男）
- 岩倉具光（温情舎小学校理事、岩倉具視孫、岩下清周娘婿）
- 山本三郎（温情舎小学校理事、海軍少将山本信次郎弟）
- 小林一三（温情舎小学校校歌作詞）
- 竹井恒子（元不二聖心女子学院校長〈在任：1960年 - 1965年〉、藍綬褒章、従弟は作家・遠藤周作）
- 岩井慶子（元不二聖心女子学院校長〈在任：1995年 - 2001年〉、元聖心会日本管区長、元聖心会総長顧問）

### 出身者
- 川北桃子（テレビ朝日チーフプロデューサー）
- くるまどあきこ（声優、キャラクターデザイナー）
- 佐藤ゆかり（衆議院議員、自民党参議院政策審議会副会長）
- 佐野公美（元ミス日本グランプリ、河村隆一の妻）
- 千野志麻（元フジテレビアナウンサー）
- 藤真利子（女優、父は作家・藤原審爾）
- 星あや（ファッションモデル）
- 畠山潤子（読者モデル、実業家）
- 久保沙里菜（フリーアナウンサー、リポーター、仏像インフルエンサー）